# Am Strand (Pavese)
Am Strand/Der Strand ist der Titel eines Romans des italienischen Schriftstellers Cesare Pavese. Er handelt von einem Sommerurlaub des Erzählers mit seinem Freund Doro und dessen Frau Clelia an der Riviera bei Genua. Das Original „La spiaggia“ wurde 1941 kapitelweise in Zeitschriften und 1942 in Buchform publiziert; die deutsche Übersetzung von Arianna Giachi erschien 1970 zusammen mit zwei weiteren Romanen unter dem Buchtitel Der Genosse. Eine Neuübersetzung von Helmut Moysich unter dem Titel „Der Strand“ erschien 2021 in der Dieterich’schen Verlagsbuchhandlung, Mainz.

## Überblick
Wie die meisten Romane des Autors hat auch die in zehn Abschnitte unterteilte Sommergeschichte keinen stringenten Aufbau, sondern setzt sich, wie bei einer Stationensequenz, aus locker aneinandergereihten Feriensituationen, z. B. Unterhaltungen am Strand, im Restaurant, bei Abendgeselligkeiten oder Ausflügen, und Beobachtungen des Ich-Erzählers zusammen. Im Mittelpunkt der Handlung steht das junge Ehepaar Doro und Clelia. Der Erzähler spürt, dass sich in der Beziehung seines Freundes und dessen Frau eine Veränderung vollzieht, und möchte den Grund herausfinden, aber beide entziehen sich immer wieder seinen Fragen, und er erfährt erst am pointierten Schluss den Zusammenhang.

## Inhalt
In der Einleitung gibt der Erzähler, ein Lehrer und Schriftsteller aus Turin, einen kurzen Rückblick auf die Geschichte seiner Freundschaft mit Doro. Sie waren in ihrer Jugend eng miteinander verbunden und verbrachten viel Zeit zusammen. Diese Phase ging zu Ende, als Doro die reizende Clelia heiratete, seine Villa verkaufte und nach Genua umzog, wo die Schwiegereltern ein Geschäft betrieben. Doro konzentrierte jetzt sein Leben auf sich und seine Frau. Sie führten eine glückliche Ehe und unternahmen viele Reisen. Der Erzähler reagierte auf die Trennung des Freundes von ihm mit einer Mischung aus Enttäuschung und Neid und nahm nicht an der Hochzeit teil. Nach einer Zeit der Entfremdung kam es wieder zu einer Annäherung. Er besuchte das Paar in Genua, verstand sich gut mit Clelia und wurde mehrmals zu gemeinsamen Ferien in ihre kleine Villa an der Riviera eingeladen. Zwei Jahre vergehen, bis er schließlich das Angebot annimmt.
Die Haupthandlung beginnt mit Doros überraschendem Besuch bei ihm in Turin und seiner Bitte, ihn vor ihrem Sommerurlaub am Meer auf einer kurzen Reise in die Heimat seiner Kindheit zu begleiten. Er widerspricht der Vermutung des Erzählers, zu seinen Ursprüngen zurückzukehren, und beteuert, er wolle nur „ein bißchen heimatlichen Wein […] trinken und wieder einmal mit alten Freunden zusammen lustig singen. [Er] suche nur Abwechslung.“ So kehren die inzwischen über Dreißigjährigen in ihre „Knabenjahre“ zurück, als sie das Hügelland bei Turin durchwanderten und in der alten Villa von Doros Familie übernachteten: „dunkle, bewaldete Berge, deren lange morgendliche Schatten auf die gelben Hügel mit ihren Bauernhöfen fielen“. Sie durchstreifen die Gegend um Doros Geburtsort und treffen abends im Hotel einige Altersgenossen, u. a. den Maurer Ginio, spielen Billard, betrinken sich und kommen auf die Idee, im Mondschein den Schwestern Rosina und Marina Murette ein Ständchen zu bringen. Sie schmettern vor dem Haus laut ihre Lieder und stören die nächtliche Ruhe der Nachbarn. Es kommt zu Rangeleien und sie werden aus den Fenstern mit Gegenständen beworfen und durch einen Schuss vertrieben. Am nächsten Morgen machen sie sich aus dem Staub, um nicht verprügelt zu werden, und reisen ans Meer.
Mit diesem Schwank erheitert der Erzähler in der folgenden Haupthandlung die bezaubernde Clelia bei einem Spaziergang am Meer. Er bemerkt, dass „[i]hre Augen […] in ihrem braungebrannten Gesicht entschiedener und härter als früher [wirkten]“, und will dem Geheimnis der vermuteten Beziehungsstörung auf die Spur kommen, aber beide weichen seinen Fragen aus und bestreiten die vom feinfühligen Erzähler wahrgenommene Spannung. Obwohl sie sich respektvoll behandeln und sich nicht streiten, scheinen sich beide mit etwas Unausgesprochenem zu beschäftigen, und der Erzähler fragt sich, warum Doro die Reise in die Heimat mit ihm und nicht mit Clelia unternommen hat und warum sie noch kein Kind haben.
Er sucht sich ein Zimmer, um nicht in die Privatsphäre der Freunde einzudringen und auch seinen eigenen Bereich zu wahren. Vom Fenster aus schaut er auf einen Olivenbaum, der ihm das Gefühl gibt, „auf dem Land zu sein, in einer unbekannten Landschaft.“ Die meiste Zeit verbringt er jedoch mit Clelia oder mit Doro am Strand, beim Schwimmen und Sonnenbaden, beim Abendessen des Trios in der Villa, bevor die Genueser Clique zum Kartenspiel erscheint, oder bei der Fahrt mit Guidos Wagen z. B. zu einem Café oder Tanzlokal hoch über dem Meer, bei Unterhaltungen, bei Ausflügen usw. Dabei entsteht für den Erzähler das Bild einer wohlhabenden Feriengesellschaft mit ihren oberflächlichen Plaudereien und ihrem Tratsch über Beziehungen: eventuelle Heiratspläne der lebhaften, redseligen Ginetta und Umbertos und die nicht standesgemäße Amouren Guidos mit der Kassiererin Nina und des noch nicht achtzehnjährigen Berti mit einer Prostituierten, die ihn zu ihrem Urlaubsfreund auserwählt hat. Alles wirkt wie eine unverbindliche Spielerei, um den Tag zu füllen. Die Frauen beurteilen die Männer als Egoisten, die sich nicht binden wollen, und die Männer wollen ihre Freiheit nicht aufgeben und keine Verpflichtungen übernehmen.
Clelia ist die Mittelpunktfigur des Romans, sie liebt das Gesellschaftsleben, tanzt gern und genießt es, umschwärmt zu werden, gibt sich kapriziös unverbindlich und plaudert gerne lustig drauflos. Neben ihrem Mann hat sie drei unterschiedliche Verehrer:
- den vierzigjährigen Lebemann und Müßiggänger Guido, ein Kollege ihres Mannes. Er führt ein Urlaubs-Doppelleben: einmal in der bürgerlichen Genueser Clique, die er mit seinem Wagen herumkutschiert, zweitens mit seiner Geliebten Nina, mit der er gemeinsam im Hotel wohnt und die er nicht zur feinen Gesellschaft mitnimmt.
- den siebzehnjährigen Berti, einen ehemaligen Schüler des Erzählers, der die Schule abgebrochen hat, zur Zeit ohne Perspektive ist und bei seinem zufällig getroffenen Lehrer Anschluss sucht. Er ist in einer Phase der Orientierung und möchte sich mit dem Erzähler über Literatur und das Leben unterhalten. Er folgt ihm am Strand und kommt so in Clelias Freundeskreis. Er wird von einer älteren Frau zu einem sexuellen Abenteuer verführt, schämt sich aber, gemeinsam mit ihr gesehen zu werden. Von Clelia ist er fasziniert. Er stellt sich offenbar vor, dass sie, die ihn zum Tanzen aufgefordert hat, sehr emanzipiert und freizügig lebt, und macht sich unrealistische Hoffnungen auf näheren Kontakt. Als er erfährt, dass sie verheiratet ist, ist er enttäuscht und über ihre vermeintliche Leichtlebigkeit verwirrt. Obwohl sie immer Distanz wahrt, kann er sich nur schwer von seinen Hoffnungen lösen. Am Ende des Romans nimmt ihn der Erzähler mit nach Turin zurück, wo seine Eltern wohnen.
- Der Erzähler gehört ebenfalls zu den Bewunderern Clelias. Er plaudert gern mit ihr und unterhält sie mit Geschichten und Anekdoten aus der Jugendzeit, mit Neuigkeiten aus der Ferienkolonie, die er von Guido oder Ginetta erfahren hat, oder mit Bertis Annäherungsversuchen. Aber seine Faszination ist eher geistiger Art. Er spürt eine gewisse Seelenverwandtschaft, wenn sie von ihrer Kindheit, ihrer Heimat am Meer und ihrer Suche nach Einsamkeit beim Schwimmen erzählt. Wenn sie allein aus dem Wasser an den Strand geht, sieht er sie als eine mythologische Gestalt[2]. Sie erklärt ihm ihre Ambivalenz: „[M]an darf sich nie an das erinnern, was ich gesagt habe. Ich rede und rede, weil ich eine Zunge im Mund habe und weil ich nicht allein sein kann. Auch Sie sollten mich nicht ernst nehmen, das lohnt sich nicht. […] wenn sie nicht die wäre, die sie nun einmal sei – ein verzogenes kleines Mädchen, das nichts gelernt habe –, dann würde sie das Meer malen, das sie so liebe und das ganz ihr gehöre.“[3] Sie geht immer allein schwimmen und lehnt das Angebot des Erzählers ab, sie zu begleiten: „Das Meer ist mir Gesellschaft genug. Ich will niemanden dabei haben. Im Leben habe ich nichts, das mir allein gehört. Lassen Sie mir wenigstens das Meer.“[4] Guido interpretiert das Bedürfnis Clelias, dem Geplätscher des Wassers zwischen den Felsen zu lauschen, als erotische Zweisamkeit: es „sei Clelias geheime Leidenschaft, um derentwillen sie uns alle betröge. […] ´Wer weiß, was eine Frau wie Sie, sich alles von den Wellen erzählen läßt. Ich kann mir nur zu gut vorstellen, was ihr euch zuvor bei eurer Umarmung sagt`.“[5]

In den Gesprächen mit den Bekannten und in seinen personalen Beziehungen porträtiert der Erzähler auch sich selbst: seinen Heimatbezug zum Land der Hügel mit ihren Olivenbäumen, seine Einsamkeit inmitten der Geselligkeiten, an denen er teilnimmt, und seine Bewertung der oberflächlichen Plauderer und Müßiggänger. Clelia hat diese geistige Orientierung bemerkt. Beim Abschied, nach der Offenbarung ihrer und Doros Situation, lächelt sie ihm zu, „als wolle sie sich entschuldigen, und hob ihr Taschentuch zum Mund: „Ekeln Sie sich nicht vor mir?“ fragte sie.“
- Doro ist in seinem Gesellschaftsverhalten und seinem Interesse für Kunst mit dem Erzähler verwandt. Auch er sucht die Einsamkeit in der Natur und ist in der Gruppe oft schweigsam und nachdenklich. Immer wieder malt er das Meer, ist mit den Ergebnissen unzufrieden und gibt es schließlich auf.

Am Ende löst sich die Spannung auf durch die Nachricht von Clelias Schwangerschaft. Sie und Doro müssen die Ferien am Meer abbrechen und nach Genua zurückkehren. Beim Abschied vom Erzähler bedauert sie das Ende ihres Aufenthaltes am Meer und reagiert auf einen Vorschlag ihres Mannes zu einer ärztlichen Untersuchung ironisch mit „schon geht es los mit der Vaterschaft. Zu befehlen hat jetzt nur noch er.“ Beide haben sich damit abgefunden, dass für sie ein Lebensabschnitt zu Ende geht. Auch der Erzähler reist ab und nimmt den unglücklich verliebten Berti mit nach Turin. Er versichert Clelia, er „sei glücklich darüber, ihren letzten Mädchensommer mit ihr verbracht zu haben.“

## Rezeption
Der Roman „Am Strand“ wird im Gegensatz zu dem von der Kritik hoch geschätzten Spätwerk des Autors meist als kleine Studie angesehen und in Verbindung mit einer „L’homme et l’oeuvre“- Analyse des Gesamtwerks Paveses interpretiert, d. h. mit der Tendenz, den autobiographischen Aspekt der Erinnerung an die Kindheit mit einem Mythos der Heimat zu fokussieren.
Bei der Vernachlässigung des „Strandes“ in der Forschung spielt offenbar auch der Aspekt eine Rolle, dass die zeitgenössische Kritik das Buch ziemlich gleichgültig aufnahm und dass Pavese sich selbst von seinem Roman distanzierte und keine Neuauflage zuließ. Hösle erklärt in seiner Untersuchung die Aussage des Autors aus dem Jahr 1946, der Roman sei das Ergebnis einer Zerstreutheit, auch in menschlicher Hinsicht, und er würde sich am liebsten seiner schämen, in Verbindung mit der veränderten politischen Einstellung Paveses im „Jahr des Genossen“, nach seinem Eintritt in die kommunistische Partei. Offenbar passte die bürgerliche Erzählung, in der die wohlhabende Gesellschaftsklasse in ihrer Daseinsberechtigung nicht infrage gestellt wird, nicht mehr in seine neue Weltsicht. In den späteren Romanen hat Pavese seine Kritik am reichen Müßiggang und der Substanzlosigkeit der Plaudereien sowie am bürgerlichen Mann-Frau-Rollenbild stärker akzentuiert. Ist es im „Strand“ nur eine Urlaubsphase des Ausspannens, so wird das „Dolcefarniente“ im „Teufel auf den Hügeln“ oder in den „einsamen Frauen“ zur Lebensform der Bourgeoisie. Unter dem Aspekt der Emanzipation kontrastiert die Clelia des „Strandes“ mit der gleichnamigen Protagonistin der „einsamen Frauen“.
Hösle nimmt den Roman gegenüber seinem Autor in Schutz. Er sei ähnlich als Stationensequenz komponiert wie die späteren Romane (z. B. Der Teufel auf dem Berge, Die einsamen Frauen) und enthalte bereits deren Themen, Motive und sogar einzelne personale Konflikte: die sentimentale Liebe eines jungen Mannes zu einer schillernden Gesellschaftsdame, die Frage der Lebensorientierung und Identität, der Abschied einer Frau aus einer ungebundenen Lebensphase und das Ende der sorglosen Existenz ohne Verpflichtungen und Verantwortung, die Erinnerung an die Jugend und die Sehnsucht nach der Heimat, die Flucht aus dem Leerlauf der Kommunikation in die Einsamkeit, der Mythos der Hügel und des Meeres, die Rückkehr zu den Orten der Kindheit, die dazu verhilft, den „Durst nach Mythos“ zu stillen. Hösle zitiert in diesem Zusammenhang eine Tagebucheintragung Paveses vom 17. Sept. 1943: „Die Wiese, der Wald, der Strand der Kindheit sind keine realen Gegenstände unter vielen, sondern die Wiese, der Strand, wie sie sich uns im Absoluten offenbarten und unserer transzendentalen Vorstellungskraft Form gaben“. Ähnlich Hösle sieht Lienhard Bergel die Bedeutung der „spiaggia“ besonders darin, dass es dem Autor gelungen ist, das Grundproblem seines Daseins und seiner Gestalten – die Überwindung der Jugend und die Einordnung in das Leben der Erwachsenen – zu einem positiven Ende zu führen, doch Hösle relativiert, dass diese Rückkehr ins bürgerliche Leben von Wehmut und sarkastischen Bemerkungen der Protagonisten begleitet ist.

## Deutsche Ausgaben
- Cesare Pavese: Der Genosse. Unter Bauern. Am Strand. Drei Romane. Aus dem Italien. von Arianna Giachi. Claassen, Hamburg u. Düsseldorf 1970, ISBN 3-546-47391-4
- Cesare Pavese: Sommergewitter. Unter Bauern. Am Strand. Die Lederjacke. Erzählungen. Volk und Welt, Berlin 1976
- Cesare Pavese: Am Strand. Roman. Aus dem Italien. von Arianna Giachi. Fischer-Taschenbuch-Verlag, Frankfurt am Main 1983, ISBN 978-3-596-25303-6
- Cesare Pavese: Der Strand. Roman. Neuübersetzung aus dem Italienischen von Helmut Moysich. Dieterich’sche Verlagsbuchhandlung, Mainz 2021, ISBN 978-3-87162-109-3